# Tiro esportivo nos Jogos Pan-Americanos de 2019 - Skeet masculino
A categoria do skeet masculino foi um dos eventos do tiro esportivo nos Jogos Pan-Americanos de 2019, em Lima. Foi disputada nos dias 2 e 3 de agosto no Las Palmas Range.

## Calendário
Horário local (UTC-5)
| Data        | Horário | Fase               |
| ----------- | ------- | ------------------ |
| 2 de agosto | 09:00   | Qualificação dia 1 |
| 3 de agosto | 09:00   | Qualificação dia 2 |
| 3 de agosto | 14:30   | Final              |

## Medalhistas
| Ouro   | USA Christian Elliott |
| Prata  | GUA Juan Schaeffer    |
| Bronze | PER Nicolas Pacheco   |

## Resultados

### Qualificação
| ´Pos. | Atiradora                | Nacionalidade            | 1  | 2  | 3  | 4  | 5  | Desempate | Total | Notas |
| ----- | ------------------------ | ------------------------ | -- | -- | -- | -- | -- | --------- | ----- | ----- |
| 1     | Juan Schaeffer           | GUA Guatemala            | 24 | 25 | 25 | 25 | 24 | —         | 123   | Q     |
| 2     | Christian Elliott        | USA Estados Unidos       | 25 | 24 | 24 | 25 | 24 | 4         | 122   | Q     |
| 3     | Héctor Flores            | CHI Chile                | 24 | 25 | 24 | 25 | 24 | 3 + 2     | 122   | Q     |
| 4     | Trysten Curran-Routledge | CAN Canadá               | 25 | 25 | 23 | 25 | 24 | 3 + 1     | 122   | Q     |
| 5     | Phillip Jungman          | USA Estados Unidos       | 24 | 24 | 25 | 23 | 24 | 2         | 120   | Q     |
| 6     | Nicolas Pacheco          | PER Peru                 | 24 | 24 | 25 | 24 | 23 | 1 + 2     | 120   | Q     |
| 7     | Julio Dujarric           | DOM República Dominicana | 24 | 22 | 22 | 25 | 25 | 1 + 1     | 120   |       |
| 8     | Jorge Atalah             | CHI Chile                | 25 | 24 | 23 | 23 | 23 | —         | 118   |       |
| 8     | Luis Gallardo            | MEX México               | 25 | 23 | 23 | 25 | 22 | —         | 118   |       |
| 10    | Robert Auerbach Jr       | TTO Trinidad e Tobago    | 23 | 21 | 24 | 25 | 24 | —         | 117   |       |
| 10    | Richard McBride          | CAN Canadá               | 25 | 21 | 23 | 24 | 24 | —         | 117   |       |
| 12    | Felix Hermida            | GUA Guatemala            | 21 | 25 | 25 | 24 | 22 | —         | 117   |       |
| 13    | Ariel Romero             | ARG Argentina            | 24 | 22 | 25 | 24 | 22 | —         | 117   |       |
| 14    | Carlos Segovia           | MEX México               | 24 | 24 | 22 | 23 | 23 | —         | 116   |       |
| 14    | Federico Gil             | ARG Argentina            | 25 | 22 | 25 | 23 | 21 | —         | 116   |       |
| 16    | Santiago Romero          | GUA Guatemala            | 23 | 23 | 24 | 23 | 22 | —         | 115   |       |
| 17    | Juan Miguel Rodríguez    | CUB Cuba                 | 24 | 24 | 19 | 24 | 23 | —         | 114   |       |
| 17    | Mario de Genna           | BAR Barbados             | 22 | 22 | 25 | 22 | 23 | —         | 114   |       |
| 19    | Miguel Pizarro           | PUR Porto Rico           | 25 | 25 | 21 | 21 | 22 | —         | 114   |       |
| 20    | Renato Portela           | BRA Brasil               | 24 | 22 | 22 | 21 | 23 | —         | 112   |       |
| 21    | Guillermo Torres         | CUB Cuba                 | 21 | 20 | 23 | 24 | 23 | —         | 111   |       |
| 22    | Rodolfo MacPherson       | PER Peru                 | 21 | 22 | 22 | 23 | 21 | —         | 109   |       |
| 23    | José Vendruscolo         | BRA Brasil               | 21 | 23 | 17 | 25 | 22 | —         | 108   |       |
| 23    | Michael John Maskell     | BAR Barbados             | 21 | 23 | 20 | 24 | 20 | —         | 108   |       |
| 25    | Christian Sasso          | JAM Jamaica              | 22 | 19 | 19 | 22 | 21 | —         | 103   |       |
| 26    | Marco Aurelio Chu        | PAN Panamá               | 21 | 21 | 17 | 20 | 22 | —         | 101   |       |
| 27    | Antonio Valiente         | PAR Paraguai             | 18 | 21 | 18 | 21 | 22 | —         | 100   |       |
| 28    | Shaun Barnes             | JAM Jamaica              | 16 | 20 | 17 | 15 | 19 | —         | 87    |       |

### Final
| Pos.              | Atirador                 | Nacionalidade      | Pontos | Pratos | Notas                            |
| ----------------- | ------------------------ | ------------------ | ------ | ------ | -------------------------------- |
| Medalha de ouro   | Christian Elliott        | USA Estados Unidos | 50     | 60     | Recorde dos Jogos Pan-Americanos |
| Medalha de prata  | Juan Schaeffer           | GUA Guatemala      | 48     | 60     |                                  |
| Medalha de bronze | Nicolas Pacheco          | PER Peru           | 40     | 50     |                                  |
| 4                 | Phillip Jungman          | USA Estados Unidos | 31     | 40     |                                  |
| 5                 | Héctor Flores            | CHI Chile          | 23     | 30     |                                  |
| 6                 | Trysten Curran-Routledge | CAN Canadá         | 11     | 20     |                                  |